# Kalmar slott

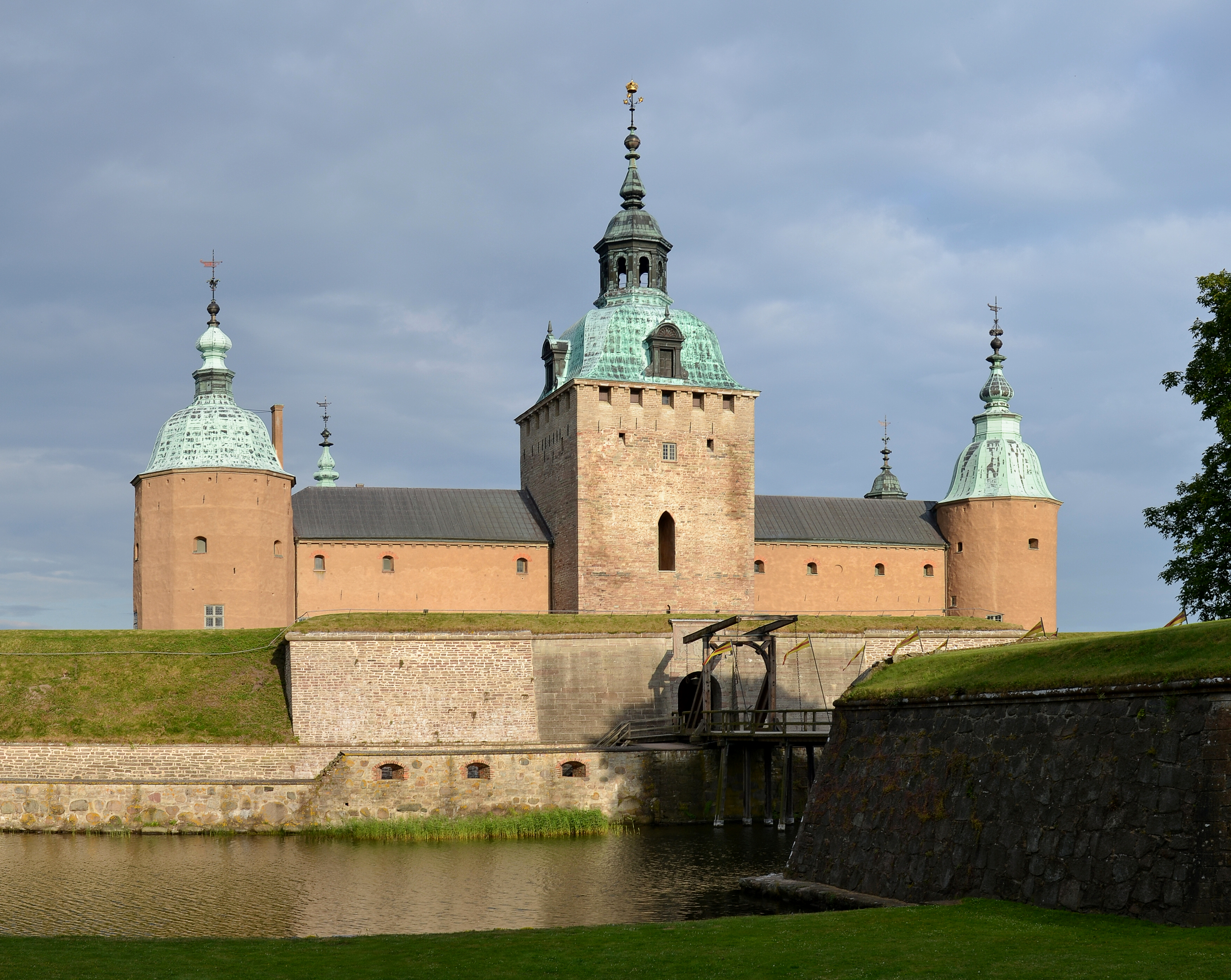
Kalmar slott

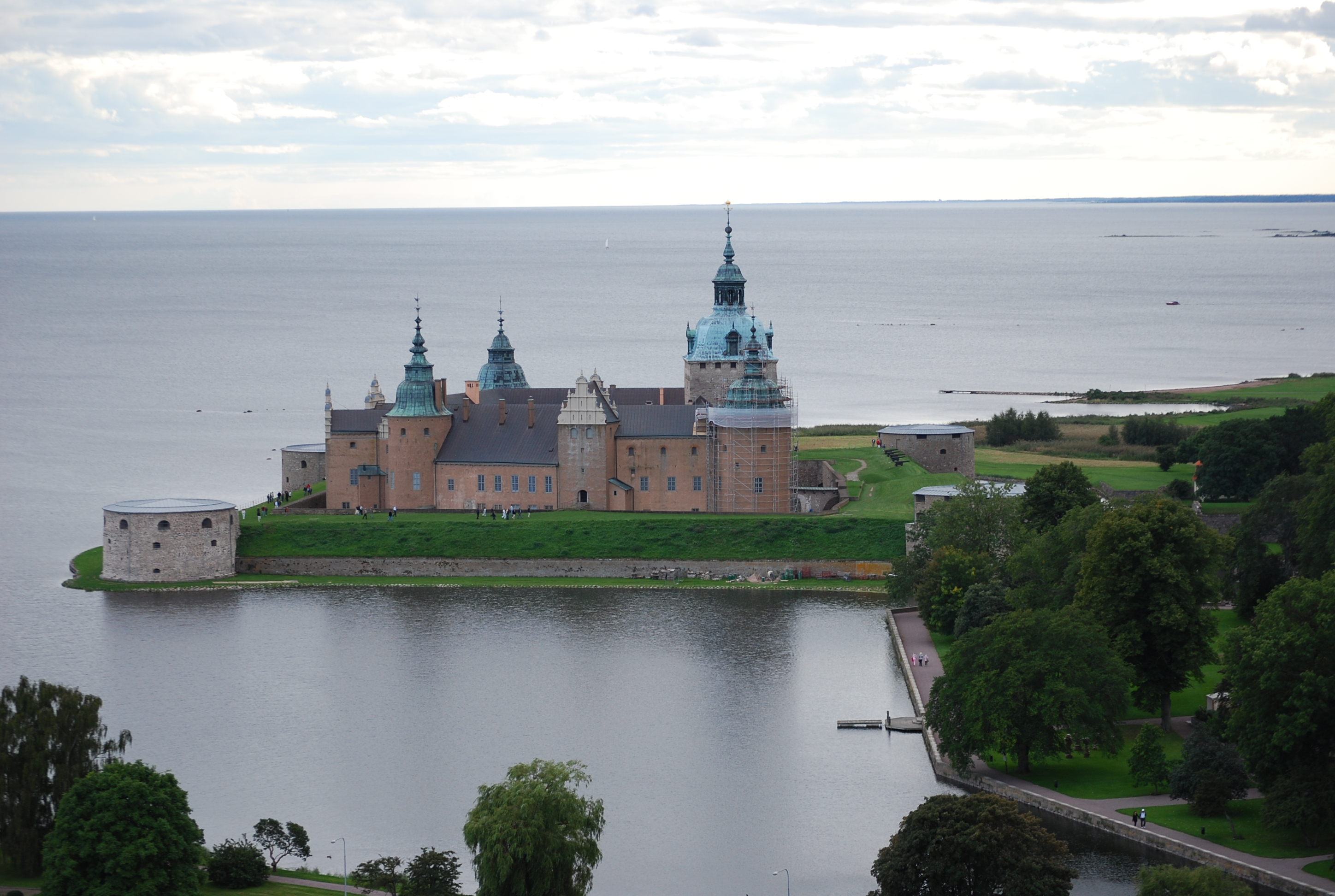
zijaanzicht

Kalmar slott (Zweeds voor Kasteel van Kalmar) in de Zweedse plaats Kalmar is het best behouden gebleven kasteel in renaissancestijl in Noord-Europa. Het kasteel is gebouwd op een schiereilandje aan de Oostzeekust en is vanwege de aangebrachte omringde slotgrachten van het vasteland gescheiden. Door zijn ligging in de nabijheid van de (toenmalige) grens met Denemarken (Skåneland) nam het een belangrijke plaats in de Zweedse geschiedenis in.
Een van de meest markante politieke gebeurtenissen in de geschiedenis van Zweden vond plaats op Kalmar slott. In 1397 werd hier door koningin Margaretha I van Denemarken de Unie van Kalmar gevormd.

## Geschiedenis
De geschiedenis van het kasteel gaat terug tot 1180 toen het in opdracht van Knoet I van Zweden werd gebouwd als burcht, een verdedigingsbouwwerk tegen piraten en andere mogelijke vijanden, die vanaf zee de stad zouden kunnen aanvallen.
Het kasteel was het eerste toevluchtsoord van Gustaaf Wasa toen hij in 1520 na zijn ontsnapping uit Deense gevangenschap in Zweden aankwam. Om deze reden is binnen het kasteel een fontein gebouwd als monument ter ere van Gustaaf Wasa.

## Van burcht tot kasteel
In de staat van eind 13e eeuw was een onregelmatige ringmuur om Kalmar slott opgetrokken. Voor een betere verdediging liet Magnus I van Zweden een omringde muur met vier torens rondom het oorspronkelijke verdedigingsbouwwerk bouwen. Eerst werd een donjon aan de zeezijde gebouwd en deze werd ondersteund door twee massieve ronde torens (naar Frans-Duits model). Twee vierkante torens beschermden de toegangsweg bij de poort. Gustaaf Wasa en zijn zonen bouwden het kasteel verder uit. Gustaaf veranderde de burcht drastisch. De oude donjon bleef behouden. De bijbehorende gebouwen werden paleisachtig ver- of gebouwd. Buiten de omringde muur bouwde hij een nederige maar massievere stenen- en aarden wallen bastion die als verdediging met en tegen het, in die tijd nieuw opkomende, artillerie diende. Zijn zonen Erik (IV) en Johan (III) legden later meer de nadruk op de kunstzinnige inrichting van het kasteel. Hiertoe verbonden ze zich met buitenlandse architecten en kunstenaars.
Aan het einde van de 16e eeuw begon een lange tijd van verval. De vesting, welke onder de voorgaande 395 jaren 22 keer aangevallen werd, maar nooit veroverd kon worden, werd tot een gevangenis, graanpakhuis en koninklijke jeneverstokerij gedegradeerd. Grote delen van de oude inrichting verwilderden of gingen verloren en er werd zelfs voorgesteld om het kasteel af te breken. In de jaren 1850-1860 werd er begonnen met renovatiewerkzaamheden die tot op de dag van vandaag voortduren.
Tegenwoordig wordt de kapel van het kasteel veelvuldig gebruikt voor bruiloften.